# Listă de fotografi - P
|  | Listă de fotografi - P \| Liste alfabetice de fotografi A - Ă - Â - B - C - D - E - F - G - H - I - Î - J - K - L - M - N - O - P - Q - R - S - Ș - T - Ț - U - V - W - X - Y - Z - |

## Fotografi - P
| - Page, Tim - Pao, Basil - Papillon, John - Parkinson, Norman - Parks, Gordon - Parr, Martin - Patterson, Freeman | - Penezic, Relja - Penn, Irving - Peress, Gilles - Perkins, Lucian - Pfahl, John - Pia, Secondo - Pinkhassov, Gueorgui | - Plicka, Frank - Plüschow, Guglielmo - Portner, Eliot - Pran, Dith - Prince, Richard - Prokudin-Gorski, Serghei Mikhailovich |